# Muntanya russa

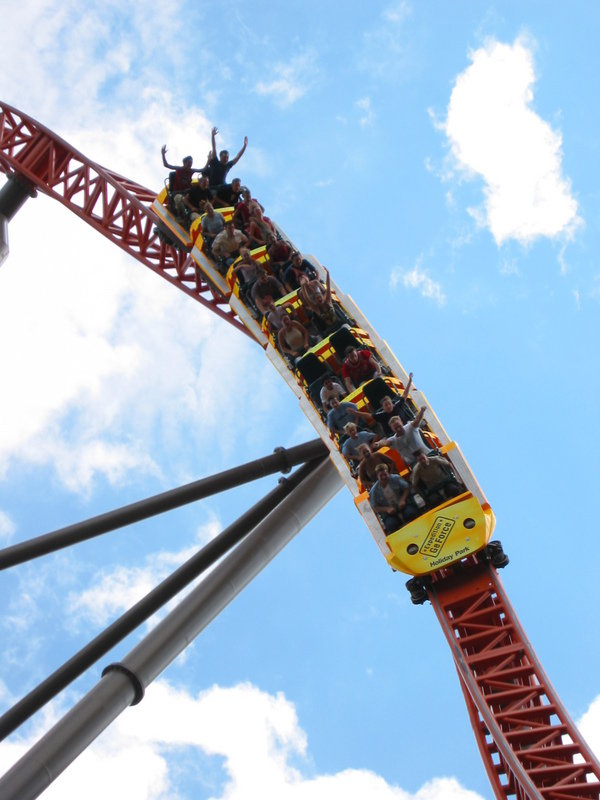
La muntanya russa Expedition GeForce al Holiday-Park (Haßloch)

Les muntanyes russes (en anglès conegudes com a roller coasters), són unes atraccions populars desenvolupades per als parcs d'atraccions i els parcs temàtics.
Les muntanyes russes són, en principi, un sistema especialitzat de ferrocarril,que consisteixen en rails que pugen i baixen segons esquemes específics, de vegades amb un o diversos tombs (el més comú - una inversió) que col·loquen breument el passatger amb el cap per avall. Els rails no han de formar necessàriament un circuit tancat encara que els puristes considerin que el terme «muntanyes russes» no hauria de ser utilitzat més que per als circuits tancats. Uns trenets dissenyats especialment per a les muntanyes russes transporten els passatgers. Aquests petits trens normalment tenen vagons que poden encabir dos, quatre o sis passatgers cadascun. El conjunt dels vagons enganxats entre ells és dit tren, tot i que no és un tren en el sentit tradicional, ja que no hi ha locomotora, etc.

## Història

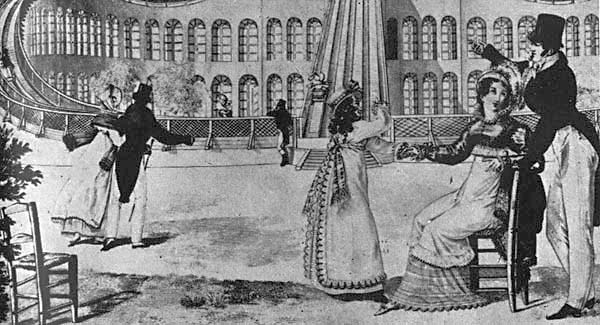
Dibuix del 1817 on es pot apreciar darrere de tot una de les primers muntanyes russes del món.

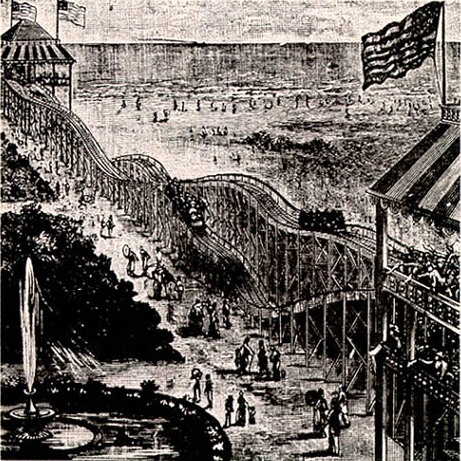
Dibuix d'un parc d'atraccions del 1884.

Els orígens de les muntanyes russes es troben a Rússia, els russos feien carros que lliscaven per sobre la neu. Es construïen una mena de turons de 20 o 25 metres de gel per poder lliscar a més velocitat amb el 50° de pendent que tenia i es va fer usual posar-hi reforços de fusta. Aquest joc era sobretot bastant freqüent a Sant Petersburg a finals del segle xviii aquesta pràctica s'havia fet molt popular, fins al punt que empresaris estrangers copiaren la idea creant vagons que lliscaven per uns rails. Una d'aquestes empreses era Les Montagnes Russes à Belleville, que des del 1812 construïa aquests jocs a París. Tot i que no se'n sap la certesa, el primer loop es podria haver creat a París el 1846 amb 4 metres de diàmetre. Tot i això encara no hi havia circuits complets. El nom "muntanya russa", prové d'aquí, això també passa amb el danès, el castellà, el francès i el portuguès entre d'altres, algunes llengües en què això no es compleix són l'anglès, l'alemany, l'esperanto, l'holandès…
A la dècada del 1880 es van començar a crear les primeres muntanyes russes als Estats Units, el 1885 Phillip Hinkle va incloure el concepte "lift hill". Durant aquesta dècada es va posar especial atenció al loop vertical. Les muntanyes russes començaven a esdevenir populars. Les primeres atraccions amb loops pecaven de ser insegures i hi va haver més d'un accident amb víctimes mortals.
El 1912 John Miller (el Thomas Edison de les muntanyes russes, per molts) va inventar el sistema de sota fricció que fa que el tren quedi agafat a la pista i s'evitin salts, aquest sistema va ser patentat el 1919 per Miller.

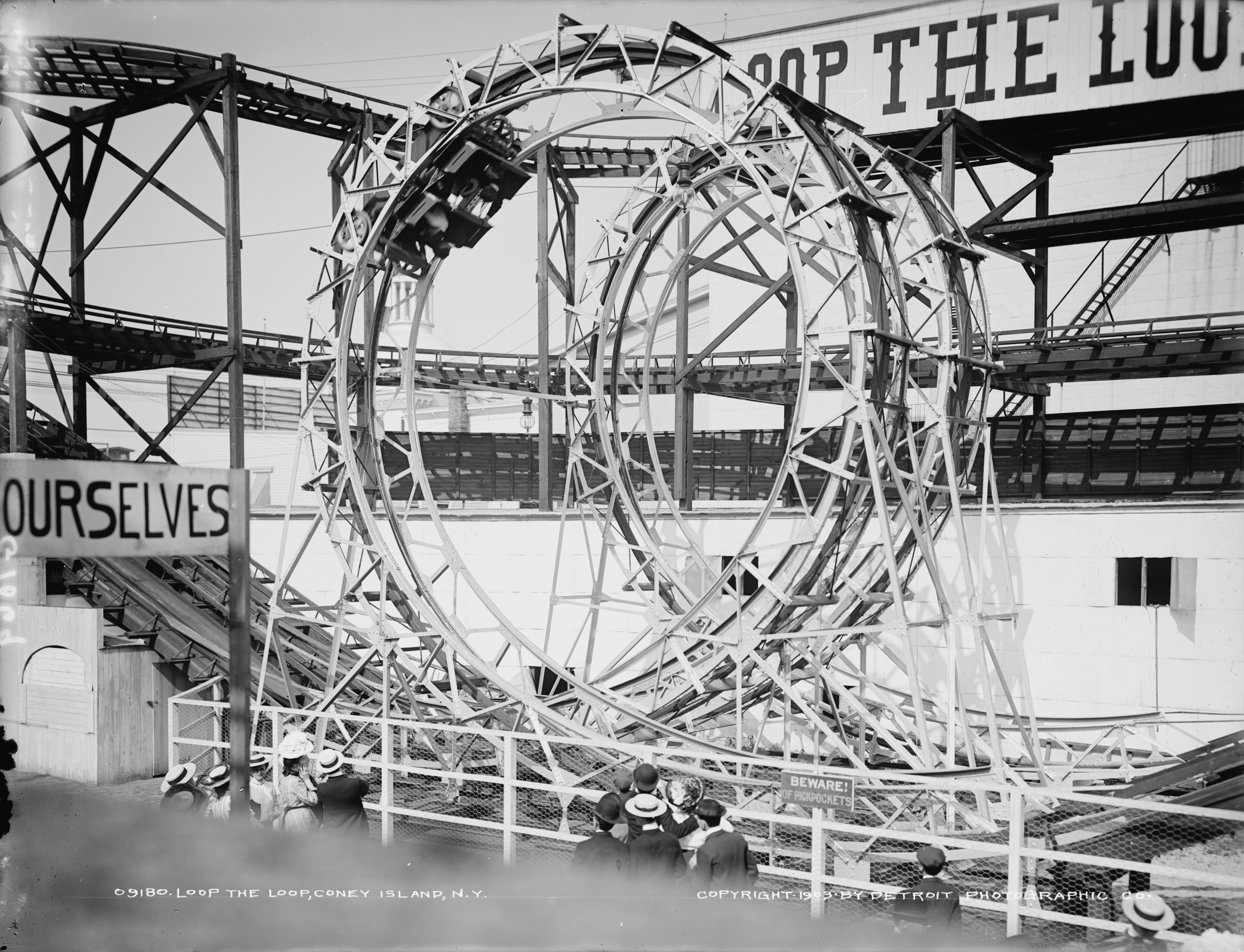
Una de les primeres inversions en una muntanya russa, a Luna Park.

El 1927 va ser l'any en què es va obrir The Cyclone, la, possiblement, muntanya russa històrica més coneguda al parc Astroland de Brooklyn, Nova York.
Posteriorment hi va haver un declivi en la popularitat tant de les muntanyes russes com dels parcs d'atraccions coneguda com la "Gran Depressió" fins al 1972, quan John Allen va construir la Racer al Kings Island de Mason (Ohio), prop de Cincinnati. A partir de llavors va succeir-se la "Segona Edat d'Or" de les muntanyes russes.
El 1959 amb la construcció de Matterhorn Bobsleds a Disneyland es va desenvolupar un nou disseny avançat de muntanyes russes: era la primera muntanya russa a utilitzar acer tubular. A diferència de les muntanyes russes de fusta, aquestes podien tenir tirabuixons, inversions, i peces més complicades gràcies al fet que l'acer tubular és molt més maniobrable que la fusta.
El 1975 es va crear la primera muntanya russa amb una inversió d'estil modern: The Corkscrew a Knott's Berry Farm (EUA). Dissenyada per Arrow Dynamics de Utah.

## Funcionament

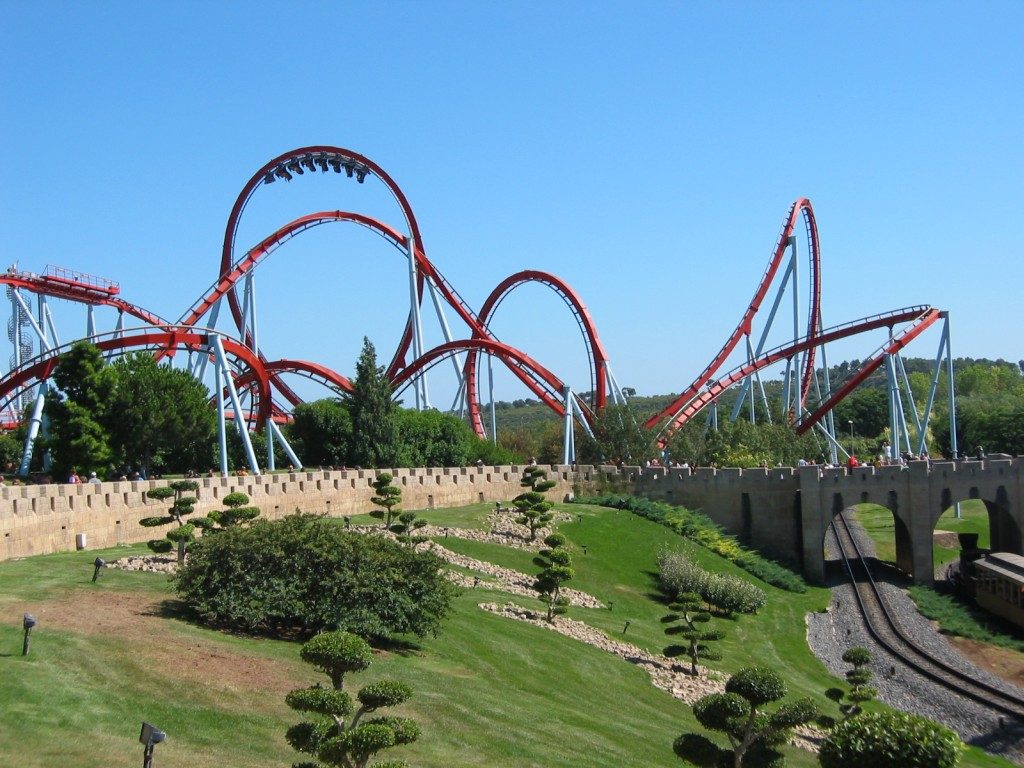
El Dragon Khan, la muntanya russa més famosa de Catalunya, rep tota la velocitat a la primera baixada, suficient per recórrer la resta del trajecte.

El funcionament de les muntanyes russes és un sistema molt difícil de mecanismes que garanteixen la seguretat a totes les persones. Les grans velocitats assolides pels trens fan imprescindible un funcionament correcte al 100% per poder evitar un desastre.

### Propulsió
La majoria de muntanyes russes no tenen un sistema d'autopropulsió. Quasi totes fan servir una pujada elevadora que agafa el tren per mitjà d'una cadena o un cable durant tota la pujada. Amb l'energia potencial assolida (degut a l'alçada) quan el tren comença a descendir pels rails aquesta es va convertint en energia cinètica (degut a la velocitat). Normalment la primera baixada és la més llarga i dona suficient energia cinètica al tren per recórrer la resta del circuit, amb pujades i baixades que van intercalant les dues energies. Part d'aquesta energia mecànica (la suma de l'energia cinètica i de l'energia potencial) es perd a causa de la fricció.

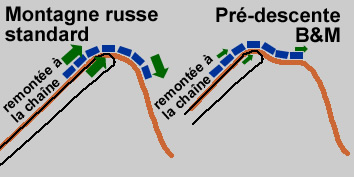
Baixada estàndard i baixada predescendent.

Dins d'aquest sistema hi ha dues subdivisions (vegeu dibuix de la dreta):
- Estàndard. Just després de la pujada elevadora ve la baixada.
- Predescendent. Primer hi ha una baixada poc alta per després entrar a la baixada més gran. Això és usual quan després de la pujada s'ha de fer un revolt, així el tren el fa a més velocitat.

Tot i que aquest és el sistema clàssic de muntanya russa hi ha molts altres tipus de propulsió.

Un mecanisme de llançament permet al tren portar des de la sortida energia cinètica i així poder pujar la primera pujada sense necessitat de cap cadena o cable. Un altre sistema són els trens que porten un vagó que fa la funció de "locomotora" i rep electricitat de la pista per poder moure el tren. Un altre sistema de muntanyes russes són aquelles que retrocedeixen i avancen per un mateix tram de pista, són les anomenades shuttles: acostumen a funcionar fent el viatge de cara i d'esquena amb els mateixos viatgers o diferents.

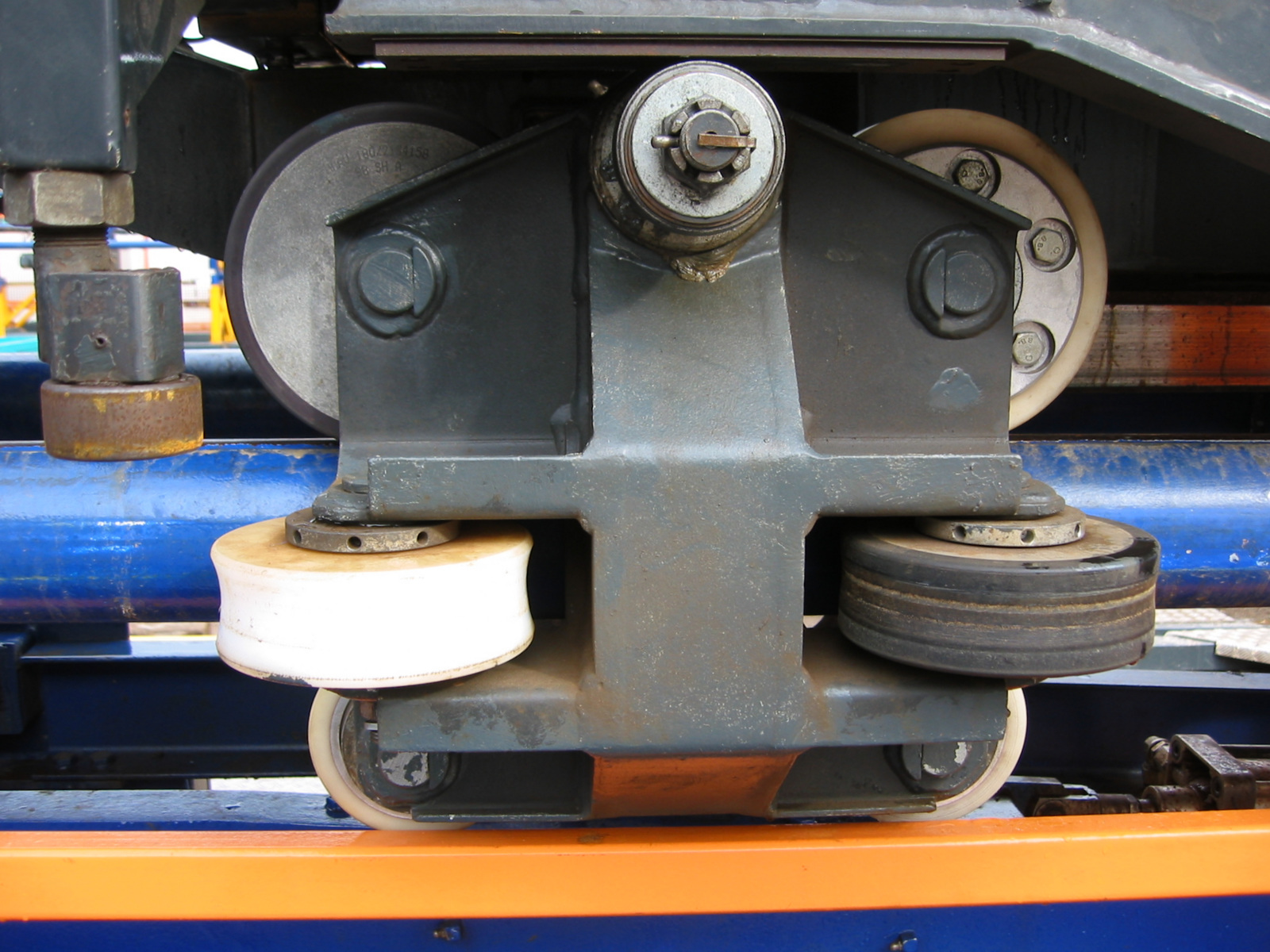
Imatge de Spinning Racer, una muntanya russa d'acer, on es poden apreciar les rodes superiors, inferiors i laterals.

### Rodes
Les muntanyes russes d'acer, les superiors que subjecten al tren durant gran part del recorregut (són les més grosses); les inferiors, que actuen sobre tota mena de pujades, en les inversions on les forces G són menors que el pes del tren; i les laterals que poden ser interiors o exteriors i eviten que el tren descarrili lateralment als revolts. Les rodes han de comptar amb una bona lubricació per evitar en tot el possible la fricció i perdre el mínim de velocitat.

### Control

Sistema on mentre un tren descarrega i carrega passatgers l'altre fa el recorregut, un cop acaben el primer fa el recorregut i el segon descarrega i carrega passatgers. Així indefinidament.

Per poder fer més viatges i, per tant, que hi hagi més viatgers, moltes muntanyes russes tenen dos o més trens. Això pot ser amb un vagó a l'estació canviant el viatgers i l'altre fent el recorregut (com el Dragon Khan), o amb un tren a l'estació i més d'un fent el recorregut (com al Tutuki Splash de Port Aventura).
Tot aquest sistema és possible gràcies a uns sistemes informàtics que divideixen el recorregut en diversos sectors i només permeten que hi hagi un tren en cada un d'ells, així s'evita qualsevol possible accident. Al recorregut hi ha alguns punts que amb un sensors detecten quan passa un tren, aquests es posen al principi i al final de cada sector. Si l'ordinador detecta que dos trens estan al mateix sector fa el possible per frenar al segon, mitjançant un fre d'estació, aturant la pujada elevadora o utilitzant frens que s'instal·len al mig i al final del circuit. Si molts trens es veuen frenats per aquest fet s'anomena "efecte cascada.
Tot i això no és gens habitual haver de frenar un tren a mig circuit: els operaris d'una muntanya russa són conscients de quin interval hi ha d'haver entre un i altre tren i només els deixen sortir de l'estació complint els temps d'espera per garantir la major seguretat.

### Frens

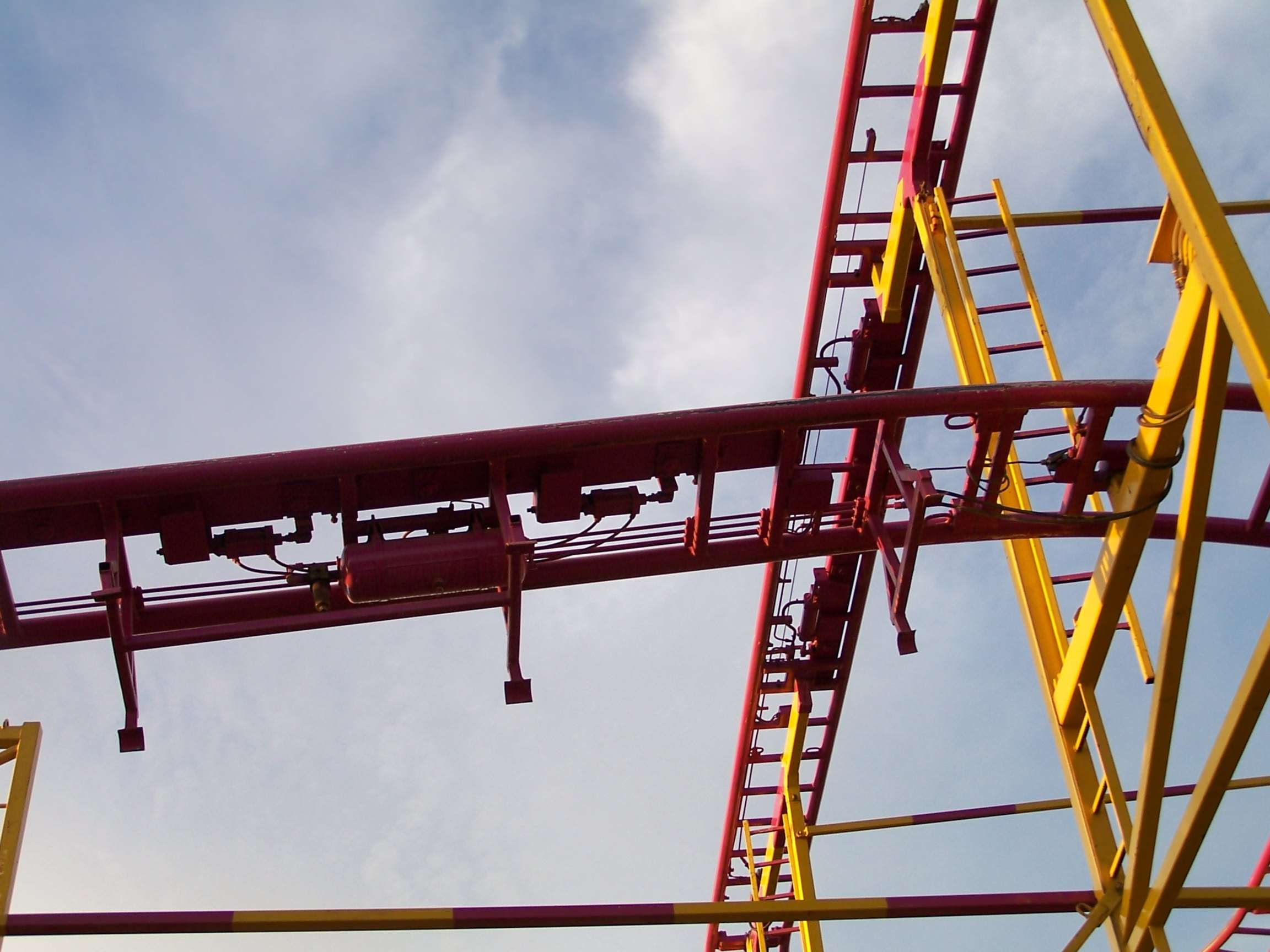
Vista inferior del frens de la muntanya russa Wilde Mouse.

Els frens són molt habituals al final del recorregut, on un cop el tren ja ha perdut gran part de l'energia cinètica que havia guanyat durant la primera pujada la velocitat d'aquest no és massa elevada. Hi ha diferents tipus de frens, els més populars són:
- Pneumàtics: S'estrenyen al passar el tren i augmenten considerablement la fricció que rep aquest del rails, deixant-lo així, sense, pràcticament, gens de velocitat.
- Magnètics: Són més avançats i complexos que el pneumàtics. Consisteix en uns imants situats als frens, el tren porta una làmina de coure a la part inferior que al passar entre ells, aquests produeixen uns corrents elèctrics que, per fricció magnètica (corrents induïts, histèresi...) van detenint suaument el tren, aquest actuen de manera directament proporcional a la velocitat, sense subministrament elèctric, per això són més suaus i segurs.

## Seguretat
Les muntanyes russes tenen l'objectiu de divertir el client a partir de crear-li una sensació de risc i emoció mitjançant una alta velocitat, air-times i forces G.
Segons estadístiques de la Consumer Product Safety Commission dels Estats Units s'estima que uns 134 visitants van ser hospitalitzats per culpa de les muntanyes russes el 2001 i que hi ha unes dues morts per any. Comptant que, segons Six Flags, hi va haver 319 milions de visitants el 2001, un visitant té una probabilitat entre més de 250 milions de morir en un parc. L'estudi també revelava que era més probable tenir lesions en atraccions infantils (golfs, cadires voladores...) que en grans atraccions mecàniques. També revelava que era més insegur el viatge amb cotxe fins al parc que l'estada allà.
També hi ha controvèrsia sobre si l'acceleració brusca a les muntanyes russes pot provocar lleugeres alteracions cerebrals als visitants.
A tots els parcs s'adverteix que determinada gent amb problemes de coll o esquena, embarassades, gent operada recentment o gent que es mareja fàcilment no pugin a les muntanyes russes.

### Accidents famosos
El 5 de juliol de 1997 es va produir un accident mortal a la muntanya russa Stampida de Port Aventura. L'atracció va restar tancada tota la temporada, fins al 26 de març del 1998.
El 1999 un viatger de més de 180 kg no va poder tancar correctament l'arnès de seguretat i va sortir disparat de Superman coaster de Six Flags Darien Lake, tenint greus lesions.
El 5 de setembre del 2003 a l'atracció Big Thunder Mountain de Disneyland California Adventure va morir Marcelo Torres, un jove de 22 anys de Gardena, Califòrnia, l'accident va ser culpa d'un mal manteniment de l'atracció.
El 2004 un home de més de 100 kg amb paràlisi cerebral va pujar a Six Flags New England i a l'últim revolt del recorregut va sortir disparat i va morir.

## Tipus de muntanyes russes
- Per material:
  - Muntanya russa de fusta
  - Muntanya russa d'acer
- Per tipus de via:
  - Muntanya russa de fricció
  - Muntanya russa d'aigua
  - Muntanya russa lliure
- Per tipus de cotxe:
  - Muntanya russa amb seients
  - Muntanya russa invertida
  - Muntanya russa de peu
  - Muntanya russa giratòria
  - Muntanya russa voladora
  - Muntanya russa sense terra
  - Muntanya russa de quarta dimensió
  - Tren mina
- Per recorregut
  - Muntanya russa de circuit lliure
  - Muntanya russa Wild mouse
  - Muntanya russa de curses
  - Muntanya russa de duels
  - Muntanya russa Twister
  - Muntanya russa infantil
  - En forma de 8
- Per altura
  - Megacoaster: més de 45,8 metres
  - Hypercoaster: més de 61 metres
  - Gigacoaster: més de 91,5 metres
  - Stratacoaster: més de 122 metres
- Segons llençament
  - Motor d'inducció lineal
  - Llençament hidràulic
  - Llençament magnètic
  - Volants d'inèrcia
  - Catapulta
  - Aire comprimit

## Elements de les muntanyes russes
| Element         | Explicació                                                                                | Imatge |  |
| --------------- | ----------------------------------------------------------------------------------------- | ------ |  |
| Gir inclinat    | És un element que minimitza les forces laterals produïdes per un gir a alta velocitat     |        |  |
| Tram de frens   | És un element utilitzat per a reduir la velocitat dels cotxes de la muntanya russa        |        |  |
| Roda pneumàtica | A les muntanyes russes s'utilitza normalment a les estacions per a controlar la velocitat |        |  |
| Llençament      | Utilitzat per impulsar els cotxes a altes velocitats                                      |        |  |
| Estació         | Zona on la gent pot pujar i baixar dels cotxes                                            |        |  |
| Tram d'ascenció | Tram utilitzat per a pujar els cotxes fins a certa alçada, normalment s'utilitzen cadenes |        |  |
| Camelback       | Secció amb forma d'"esquena de camell" que pot crear moments d'ingravidesa                |        |  |
| Doble caiguda   |                                                                                           |        |  |
| Gir de martell  |                                                                                           |        |  |

## Muntanyes russes importants

### Muntanyes russes innovadores
- Primera muntanya russa on els carrets tancaven la pista: Les Montagnes Russes à Belleville (Russian Mountains of Belleville). París, França. 1817.
- Primer circuit complet de muntanya russa: Promenades Aériennes (The Aerial Walk). París, França. 1817.
- Primera muntanya russa amb inversió (sense circuit): sense nom, Frascati Garden. París, França. 1846.
- Primer parc amb una muntanya russa de circuit tancat: The Switchback, Coney Island. 1884.
- Primera muntanya russa amb arnés: Drop-The-Dips. 1907.
- Primera muntanya russa amb un estil de pista mobius: The Racer, Kennywood. 1927.
- Primera muntanya russa amb acer tubular: Matterhorn Bobsleds, Disneyland (EUA). 1959.
- Primera muntanya russa de més de 100 peus (30,5 metres): "Montaña Rusa", La Feria Chapultepec Mágico, Mexico City. 1964.
- Primera muntanya russa amb inversions d'estil modern: The Corkscrew, Knott's Berry Farm (EUA). 1975.
- Primera muntanya russa de 3 inversions: The Corkscrew, Cedar Point (EUA). 1978
- Primera muntanya russa de 4 inversions i inversió boomerang: Orient Express a Worlds of Fun. 1980.
- Primera muntanya russa suspesa: Bat, Kings Island (EUA). 1981.
- Primera muntanya russa de 5 inversions: Viper, Darien Lake. 1982.
- Primera muntanya russa de peu: Japó. 1982.
- Primera muntanya russa de 6 inversions: Vortex, Kings Island (EUA). 1987.
- Primera muntanya russa de 7 inversions: Shockwave, Six Flags Great America (Gurnee, IL). 1988.
- Primera muntanya russa de circuit complet a més de 200 peus (61m): Magnum XL-200, Cedar Point (EUA). 1989.
- Primera muntanya russa invertida: Batman The Ride, Six Flags Great America (EUA). 1992.
- Primera muntanya russa de 8 inversions: Dragon Khan, Port Aventura (Salou, Tarragona, Catalunya). 1995.
- Primera muntanya russa en utilitzar el sistema de propulsió magnètica (LIM): Outer Limits, Flight of Fear, Kings Island i Kings Dominion. 1996.
- Primera muntanya russa sense terra: Medusa, Six Flags Great Adventure. 1997.
- Primera muntanya russa de circuit complet a més de 300 peus (91m): Millennium Force, Cedar Point (EUA). 2000.
- Primera muntanya russa de fusta en tenir frens magnètics: Magnus Colossus, Terra Mítica (Espanya). 2000
- Primera muntanya russa de circuit complet a més de 150 km/h de velocitat: Steel Dragon 2000, Agashima Spa Land (Japó). 2000.
- Primera muntanya russa de fusta amb una inversió vertical (vertical loop): Son of Beast, Kings Island. 2000.
- Primera muntanya russa de 10 inversions: Colossus, Thorpe Park. 2002.
- Primera muntanya russa de quatre dimensions: X, Six Flags Magic Mountain. 2002.
- Primera muntanya russa de circuit complet a més de 400 peus (122m): Top Trill Dragster, Cedar Point. 2003.
- Primera muntanya russa de circuit complet a més de 200 km/h de velocitat: Kingda Ka, Six Flags Great Adventure. 2005.

### Muntanyes russes d'Espanya
Vegeu també Llista de muntanyes russes a Espanya.

#### Catalunya
- Port Aventura: El Diablo-Tren de la Mina - Furius Baco - Dragon Khan - Stampida - Tami-Tami - Tomahawk - Shambala
- Tibidabo: Muntanya Russa - Tibidabo Express - Muntanya Russa

#### País Valencià
- Terra Mítica: Magnus Colossus - Inferno
- Festilandia: Draky